# Reducció de luxació d'espatlla
La reducció de luxació d'espatlla és el procés de tornar l'espatlla a la seva posició normal després d'una luxació d'espatlla. Normalment, s'utilitza la reducció tancada (sense intervenció quirúrgica) en la qual es manipula externament l'espatlla i el braç per restablir l'articulació. Existeixen diverses tècniques, però algunes es prefereixen a causa de menys complicacions o d'una execució més fàcil. En els casos en què la reducció tancada no té èxit, l'oberta (quirúrgica) pot ser necessària una reducció. Sovint s'utilitzen radiografia per confirmar l'èxit i l'absència d'una fractura associada. El braç s'ha de mantenir en un cabestrell immobilitzador durant diversos dies, abans de la recuperació supervisada del moviment i la força.
S'utilitzen diverses tècniques de reducció no quirúrgiques. Tenen certs principis en comú, com ara una tracció suau en línia, per reduir o abolir de l'espasme muscular i una suau rotació externa. Tots s'esforcen per evitar lesions inadvertides. Dues d'elles, les tècniques de Milch i Stimson, s'han comparat en un assaig aleatoritzat. El dolor es pot controlar durant els procediments, sigui mitjançant sedació, analgèsia o injectant lidocaïna a l'espatlla.